# Voenno-morskoj flot (Federazione Russa)
La Voenno-morskoj flot o VMF  (in russo Военно-морской флот?) è la marina militare della Federazione Russa che, assieme alle Forze terrestri e alle Forze aerospaziali, compone le Forze armate del Paese euroasiatico dal 1992.
A seguito della dissoluzione dell'Unione Sovietica, avvenuta nel 1991, ha ereditato gran parte del naviglio della Marina militare sovietica, suddiviso come quest'ultima, in cinque flotte: la Flotta del Nord, la Flotta del Pacifico, la Flotta del Mar Nero, la Flotta del Baltico e la Flottiglia del Caspio. Completano la struttura della Forza armata i corpi dell'Aviazione navale e delle Truppe costiere nonché le forze in distaccamento permanente quali il 5º squadrone Medio Oriente, con base a Tartus in Siria, e il futuro distaccamento in Sudan.
Il lignaggio della marina russa viene fatto risalire alla Marina imperiale russa, istituita nell'ottobre 1696 dallo zar Pietro il Grande.
Profondamente segnata dalla dissoluzione dell'Unione Sovietica, la Marina ha sofferto di un lungo periodo di stagnazione dovuto sia all'assenza di una strategia d'impiego sia di un apparato statale/governativo forte. La mancanza di fondi adeguati, infine, portò, dagli anni 1990 all'inizio degli anni duemila, alla cronica insufficiente manutenzione dei mezzi e alla scarsa formazione del personale, situazioni che contribuirono a un esteso stato di degrado delle risorse a disposizione della Marina stessa.
Nell'agosto 2014, il Ministro della difesa Sergej Šojgu ha affermato che le capacità navali russe sarebbero state rafforzate con nuove armi ed equipaggiamenti entro i successivi sei anni in risposta agli schieramenti della NATO nell'Europa orientale e ai recenti sviluppi in Ucraina e nel Mar Nero.

Al 2021, è in corso un ambizioso piano di ammodernamento delle unità navali della Forza armata già supportato negli anni precedenti da un consistente miglioramento delle condizioni di servizio dei coscritti e delle infrastrutture a loro disposizione e supportato attivamente dall'industria cantieristica domestica. 

## Missioni
La Voenno-morskoj flot, in qualità di componente delle Forze Armate della Federazione Russa, è responsabile della protezione degli interessi della Russia e in particolare delle operazioni militari navali.

La marina russa ha la capacità: di effettuare attacchi con armi nucleari verso obiettivi terrestri, di distruggere flotte e basi navali, di contrastare le linee navali nemiche, di proteggere il trasporto marittimo, di dispiegare delle forze terrestri in operazioni di sbarchi in teatri di operazioni militari.

La marina russa ha i seguenti obiettivi:
- dissuadere l'utilizzo o la minaccia della forza militare contro la Russia;
- proteggere la sovranità della Russia in mare, così come la libertà dei mari;
- creare e mantenere delle condizioni per garantire la sicurezza delle attività economiche marine della Russia;
- assicurare la presenza navale della Russia nel mondo;
- garantire la partecipazione della comunità internazionale al mantenimento della pace e ad azioni umanitarie che rientrano negli interessi della Russia.

A seconda della situazione politico-militare (tempo di pace, periodo di minacce, tempo di guerra) le missioni della marina russa sono differenziate a seconda del contesto.

## Storia

### Denominazioni
- dal 30 ottobre 1696 al 2 novembre 1721

in russo Российский [...] флот?, Rossijskij [...] flot, in italiano: Flotta del Regno Russo;
- dal 2 novembre 1721 al 16 aprile 1917

in russo Российский императорский флот?, Rossijskij imperatorskij flot, in italiano: Flotta dell'Impero russo;
- dal 16 aprile 1917 al 30 dicembre 1937

in russo Морские силы Рабоче-Крестьянской Красной Армии Союза ССР?, Morskie silы Raboče-Krestʹjanskoj Krasnoj Armii Sojuza SSR, in italiano: Forze navali dell'Armata Rossa degli Operai e dei Contadini dell'URSS;
- dal 30 dicembre 1937 al 14 febbraio 1992

in russo Военно-Морской Флот СССР?, Voenno-Morskoj Flot SSSR, in italiano: Flotta Militare-Marittima dell'URSS;
- dal 14 febbraio 1992:

in russo Военно-Морской Флот Российской Федерации?, Voenno-Morskoj Flot Rossijskoj Federacii, in italiano: Flotta Militare-Marittima della Federazione Russa.

### Anni 1990
La crisi economica che seguì allo scioglimento dell'URSS, nel 1992, portò a una drastica riduzione degli stanziamenti per le Forze Armate. In particolare, mantenere l'enorme esercito ereditato dalla disciolta Unione Sovietica, alla luce delle disastrose condizioni economiche, costituiva un'impresa proibitiva per la neonata Federazione Russa.
La conseguenza fu un declino generale dello status delle Forze Armate, sorte a cui non sfuggì la marina. Una grossa parte delle navi venne letteralmente abbandonata nei porti, a causa dell'impossibilità sia di ripararle, sia di demolirle per carenza di fondi. Inoltre, tutti i programmi di aggiornamento delle unità navali in servizio vennero cancellati o, nella migliore delle ipotesi, subirono drastici ridimensionamenti e grossi ritardi.
L'Unione Sovietica e le sue forze armate (compresa la Marina sovietica) facevano parte dell'alleanza militare del Patto di Varsavia; a seguito dello scioglimento di quest'ultimo (nel 1991), la Russia e le sue forze armate (compresa la Marina russa) fanno parte dell'Organizzazione del trattato di sicurezza collettiva (dal 1992) e dell'Organizzazione per la Cooperazione di Shanghai (dal 1996).
La Marina sovietica possedeva numerose basi navali al di fuori del territorio dell'Unione Sovietica e alcune squadre navali dislocate all'estero; con la fine dell'Unione Sovietica tutte queste basi navali (con l'eccezione di quella di Tartus in Siria) furono chiuse e tutte le squadre navali vennero sciolte; di seguito le basi navali all'estero e le squadre negli anni 1980 e 1990:
Basi navali
- Algeria : Algeri, Annaba e Orano
- Cuba : Cienfuegos
- Etiopia : Nocra (1977-1991)
- Germania Est : Rostock (1949-1990)
- Jugoslavia : Spalato e Teodo
- Libia : Bardia e Tobruch
- Polonia : Świnoujście (1945-1991)
- Rep. Araba Unita : Alessandria (Gabbari) e Porto Said (1967-1972)
- Siria : Tartus (dal 1971)
- Somalia : Berbera (1964-1978)
- Tunisia : Biserta
- Vietnam : Cam Ranh (1979-2002 e dal 2014)
- Yemen del Nord : al-Hudayda

Squadre
- 5ª Squadra operativa o 5ª Squadra del Mediterraneo (1967-1992)[4]
- 7ª Squadra operativa o 7ª Squadra dell'Atlantico (1968-2005)
- 8ª Squadra operativa o 8ª Squadra dell'Indiano (1971-1992)
- 10ª Squadra operativa o 10ª Squadra del Pacifico (1967-1998)
- 17ª Squadra operativa a Cam Ranh

#### Il declino della flotta
Il 1985 è l'apogeo della marina sovietica, tuttavia, la dissoluzione dell'Unione Sovietica e la conseguente drastica riduzione delle spese militari hanno prodotto la cancellazione di diversi progetti navali (che erano all'epoca in corso), e la radiazione (a volte anticipata) di molte navi e sottomarini.
La dismissione di molte unità arrivate a fine vita operativa, la dismissione prematura di molte altre unità e la cancellazione o il rallentamento nella costruzione di nuove unità, hanno prodotto il declino e la riduzione della flotta; inoltre alcune unità passarono dalla marina sovietica alle marine militari nate a seguito dell'indipendenza delle Repubbliche dell'Unione Sovietica, in particolare la marina ucraina ereditò diverse unità.
La crisi generale delle forze armate russe ebbe effetti deleteri non solo sugli organici, ma anche, più in generale, sull'operatività delle navi rimaste in servizio.
Infatti, spesso, molte unità considerate "operative", in realtà erano ferme nei porti (questo valeva soprattutto per le grandi unità, che hanno costi di gestione sicuramente più alti), oppure prendevano il mare solo saltuariamente. Questo ha provocato un generale abbassamento del livello di preparazione degli equipaggi, e quindi delle effettive capacità operative della marina nel suo insieme.
Il discorso sulle unità operative, poi, è molto complicato soprattutto per quanto riguarda i sottomarini. Infatti, determinare lo status effettivo di unità di questo tipo è piuttosto difficile.
Occorre poi considerare che le unità radiate o in riserva, spesso, venivano letteralmente abbandonate nei porti, e le navi in riparazione giacevano per anni sugli scali a causa dell'impossibilità di reperire i fondi per i lavori.
I rischieramenti "fuori area" della marina, molto frequenti ai tempi dell'Unione Sovietica, si sono praticamente azzerati. Infatti, per tutti gli anni 1990, l'unica operazione di questo tipo degna di nota effettuata dalla marina della Federazione Russa ha riguardato l'invio di due unità della Flotta del Mar Nero (Kil'din e Liman, navi da appoggio appartenenti alla classe Moma) nel Mar Mediterraneo, per operare azioni di contrasto alle forze NATO durante l'operazione Allied Force. Occorre comunque precisare che il ridimensionamento dell'attività ha colpito principalmente le unità di superficie. Infatti, i sottomarini nucleari hanno proseguito le loro crociere lungo le coste americane (anche se in numero minore rispetto a prima), e vi sono stati numerosi casi di portaerei atomiche dell'US Navy che hanno riferito di essere state "pedinate" anche per giorni da sottomarini della classe Oscar.
Si è quindi avuto un drammatico declino della marina russa, che è proseguito per tutti gli anni novanta ed è culminato con la tragedia del sottomarino K-141 Kursk, nella quale, oltre alla perdita dell'unità, si è avuta la morte di tutto l'equipaggio.
La scarsità di risorse economiche, poi, ha imposto alla marina di rinunciare praticamente alla totalità delle sue basi all'estero.
Negli anni novanta, l'attività delle navi russe è stata molto scarsa.
La tabella seguente mostra il drastico ridimensionamento numerico sofferto dalla marina russa dopo il 1992.
Di seguito, nel dettaglio, le classi e le unità dismesse e cancellate negli anni 1990. Non sono incluse le unità da sbarco minori, i sottomarini non da combattimento (per operazioni speciali, sperimentali e da appoggio) e le unità da appoggio alle operazioni della flotta.
| Tipo unità         | 1985 | 1990 | 1995 | 2000 | 2005 | 2008 | 2010 | 2015 |
| ------------------ | ---- | ---- | ---- | ---- | ---- | ---- | ---- | ---- |
| Portaerei          | 5    | 6    | 4    | 3    | 1    | 1    | 1    | 1    |
| Incrociatori       | 32   | 26   | 7    | 6    | 4    | 4    | 4    | 5    |
| Cacciatorpediniere | 74   | 52   | 43   | 23   | 17   | 17   | 16   | 15   |
| Fregate            | 33   | 33   | 29   | 10   | 11   | 8    | 10   | 10   |
| Corvette           | 185  | 200  | 130  | 110  | 61   | 56   | 52   | 47   |
| Pattugliatori      | 430  | 425  | 290  | 210  | 100  | 105  | 95   |      |
| Navi anfibie       | 34   | 35   | 25   | 15   | 25   | 18   | 12   |      |
| SSBN               | 83   | 63   | 28   | 13   | 13   | 12   | 10   | 12   |
| SSGN               | 72   | 72   | 16   | 11   | 9    | 9    | 9    | 9    |
| SSN                | 71   | 64   | 50   | 25   | 21   | 21   | 20   | 22   |
| SSK                | 140  | 65   | 55   | 25   | 19   | 16   | 16   | 18   |

- Incrociatori Aerei: cancellazione delle due portaerei della classe Ul'janovsk, abbandono della costruzione della Varjag, radiazione delle due portaelicotteri della classe Moskva (nel 1991 e nel 1996) e di tre portaeromobili della classe Kiev (nel 1993); la Admiral Gorškov fu radiata nel 1996, mentre la Admiral flota Sovetskogo Sojuza Kuznecov entrò in servizio nel 1995.
- Incrociatori: i rimanenti incrociatori della classe Sverdlov furono radiati all'inizio degli anni 1990, così le unità della classe Kresta I, della classe Kresta II, e tre unità (su quattro) della classe Kynda, mentre solo tre unità (su dieci) della classe Slava furono completate (la quarta nave rimase incompiuta e le altre sei furono cancellate), e infine la quinta unità della classe Kirov fu cancellata, mentre la prima unità della classe (la Kirov) fu messa fuori servizio nel 1992.
- Cacciatorpediniere e Grandi Navi ASW: radiazione delle unità della classe Kanin, della classe Kotlin e della classe Kildin, dismissione parziale della classe Kashin, della classe Kashin Mod e della classe Kara, cancellazione di due unità della classe Udaloj e di almeno due della classe Sovremennyj.
- Fregate e Navi ASW: dismissione delle rimanenti unità della classe Petya e della classe Mirka, inizio dismissione delle più vecchie unità della classe Krivak, cancellazione di cinque unità (su sette) della classe Neustrašimyj (la prima fu commissionata nel 1993 e la seconda nel 2009), inizio costruzione di due unità della classe Gepard (che entreranno in servizio più di dieci anni dopo) e cancellazione della classe Novik (fregata).
- Corvette e Piccole Navi ASW: dismissione delle unità della classe Poti, della prima serie della classe Nanuchka, mentre la classe Bora (composta da due unità) fu iniziata a metà degli anni 1980, ma entrò in servizio alla fine degli anni 1990.
- Navi anfibie: dismissione delle unità della classe Polnocny e parziale della classe Alligator e della classe Ropucha, cancellazione della classe Kherson (o progetto 11780), di due unità della classe Pomornik (o classe Zubr), cancellazione o arresto dei programmi relativi agli ekranoplani (KM, Orlyonok e Lun).
- SSB(N): dismissione delle rimanenti unità della classe Hotel (tra cui il K-19), della classe Yankee e della classe Golf (SSB), cancellazione di una unità della classe Typhoon e forte rallentamento nella realizzazione della classe Borey / Yuriy Dolgorukiy (955) (il primo sottomarino fu impostato nel 1996 per poi entrare in servizio nel 2013, il secondo fu impostato solo nel 2004).
- SSG(N): dismissione della classe Echo I/II, della classe Charlie e della classe Juliett (SSG), cancellazione di cinque unità della classe Oscar I/II e forte rallentamento nella realizzazione della classe Yasen / Severodvinsk (885) (il primo sottomarino fu impostato nel 1993 per poi entrare in servizio nel 2014, il secondo fu impostato solo nel 2009).
- SSN: dismissione completa della classe November e della classe Alfa, dismissione parziale della classe Victor I/III, cancellazione di due unità della classe Sierra e di sei unità della classe Akula I/II.
- SSK: dismissione completa della classe Zulu, della classe Whiskey e della classe Foxtrot, dismissione parziale della classe Romeo e della classe Tango, cancellazione di alcune unità della classe Kilo (che fu commissionata a partire dagli anni 1980) e forte rallentamento nella realizzazione della classe Lada (il primo sottomarino fu impostato nel 1997 per poi entrare in servizio nel 2010, il secondo fu impostato solo nel 2005).
- SSA(N): ingresso in servizio della classe X-Ray (tre SSAN), della classe Uniform (tre SSAN), impostazione del Losharik (un SSAN, commissionato negli anni 2010); ritiro dal servizio della classe Bravo (quattro SSA), classe India (due SSA), del BS-555 (un SSA), ingresso in servizio della classe Losos (due SSA, decommissionati nel 1996), del S-533 Forel (un SSA, decommissionato nel 2002) e impostazione del B-90 Sarov (un SSA, commissionato nel 2008).

Nello specifico, l'unica portaerei oggi operativa è l'Admiral Kuznecov (ex Tbilisi). La gemella Varjag venne abbandonata incompleta presso il cantiere navale di Nikolaev nel 1992, e successivamente venduta alla Cina. I tre esemplari della classe Kiev sono stati radiati nel 1993, sia per motivi economici, sia per la difficoltà di svolgere l'ordinaria manutenzione (il cantiere navale di Nikolaev, dov'erano state costruite, è oggi in Ucraina), mentre l'esemplare modificato Admiral Gorškov è stato messo in riparazione nel 1995 in seguito a un incidente. Nel 2004 è stato venduto all'India, ed è sottoposto a lavori di aggiornamento per la stessa (ingresso in servizio era previsto nel 2012). I due esemplari della classe Moskva sono stati formalmente radiati nel 1992, anche se in pratica non erano più operativi dalla fine degli anni ottanta. Il programma Ul'janovsk, riguardante la costruzione di portaerei a propulsione nucleare, è stato cancellato nel 1992 per mancanza di fondi e l'unico esemplare in costruzione, mai ultimato, venne demolito sullo scalo.
Gli incrociatori sono passati dai trentadue esemplari del 1985 ai quattro attuali. Nello specifico, si tratta dell'incrociatore da battaglia atomico lanciamissili Pëtr Velikij (ex Jurij Andropov), appartenente alla classe Kirov dai tre esemplari della classe Slava (Varjag, Moskva e Maršal Ustinov), e da un'unità della classe Kara (il Kerč'). Risulta sottoposto a lavori di aggiornamento l'Admiral Nachimov (classe Kirov), mentre gli altri due esemplari non sono più operativi (uno è stato smantellato, l'altro è da anni in attesa di riparazione). Tutti gli Sverdlov, risalenti ai primi anni cinquanta, sono stati radiati entro l'inizio degli anni novanta, così come i Kresta e i Kynda.
Gran parte dei cacciatorpediniere missilistici oggi in servizio in Russia appartengono alle classi Sovremenny e Udaloj. Tuttavia, alcune unità sono state radiate o vendute all'estero (Cina), mentre altre risultano in riparazione/revisione. Tutti i programmi relativi alla costruzione di queste classi sono stati cancellati, con l'eccezione dei Sovremenny costruiti per la Cina. Attualmente, risulta un Sovremenny in costruzione, ma non si conosce lo stato di avanzamento dei lavori e non è chiaro se sia per la Marina Russa. Risulta operativo un esemplare della classe Kara (il Kerč', che però in Russia è considerato incrociatore), con un altro paio di esemplari in revisione, e un Kashin.
La forte diminuzione del numero delle fregate è dovuto al fatto che gran parte delle classe Krivak sono state radiate (oggi, escludendo quelle in servizio con la Guardia di Frontiera Federale Russa, ne sopravvivono tre/quattro). Inoltre, il programma Neustrašimyj, riguardante la costruzione di una nuova classe di fregate, ha subito un fortissimo ridimensionamento, tanto che oggi è entrata in servizio la sola capoclasse (un altro esemplare è in costruzione). Invece, il programma Novik, relativo a una versione economica delle Neustrašimyj, è stato cancellato.
Le corvette operative sono passate dai circa 200 esemplari del 1990 alla sessantina attuale. Le navi oggi operative appartengono alle classi Parchim (costruita in Germania Est, è sostanzialmente una copia su licenza delle Grisha V), Nanuchka, Grisha (solo esemplari delle ultime versioni) e Bora (entrati in servizio a partire dal 1997). Sono stati interamente radiati entro la prima metà degli anni novanta tutti gli esemplari delle classi Mirka, Petya, Riga e Koni.
Le navi da pattugliamento sono solo un quarto di quello che erano nel 1990. Infatti, le classi più vecchie sono state ritirate dal servizio attivo nel corso degli anni novanta, e oggi sopravvivono solo i superstiti delle classi Yaz, Pauk, Tarantul, Matka e Turya. Inoltre, occorre considerare che gran parte di queste unità sono in servizio con la Guardia di Frontiera Federale Russa. Risultano ritirate dal servizio le classi Poti, Stenka e Osa.
Il numero delle navi anfibie operative ha subito un calo piuttosto drastico. Occorre considerare che, in generale, alcune di queste unità (soprattutto con riferimento alle classi più anziane) sono oggi utilizzate come chiatte o mezzi da trasporto. Oggi sopravvivono solo una ventina di navi anfibie della classi Alligator e Ropucha, oltre che pochi hovercraft delle classi Pomornik e Polnocny (questi ultimi nella sola Flottiglia del Caspio). Delle grandi navi da sbarco della classe Ivan Rogov, ne rimane operativa solo una, della quale è prevista la revisione a partire dal 2007. Inoltre, tutti i programmi relativi allo sviluppo degli ekranoplani sono stati cancellati nel 1992.

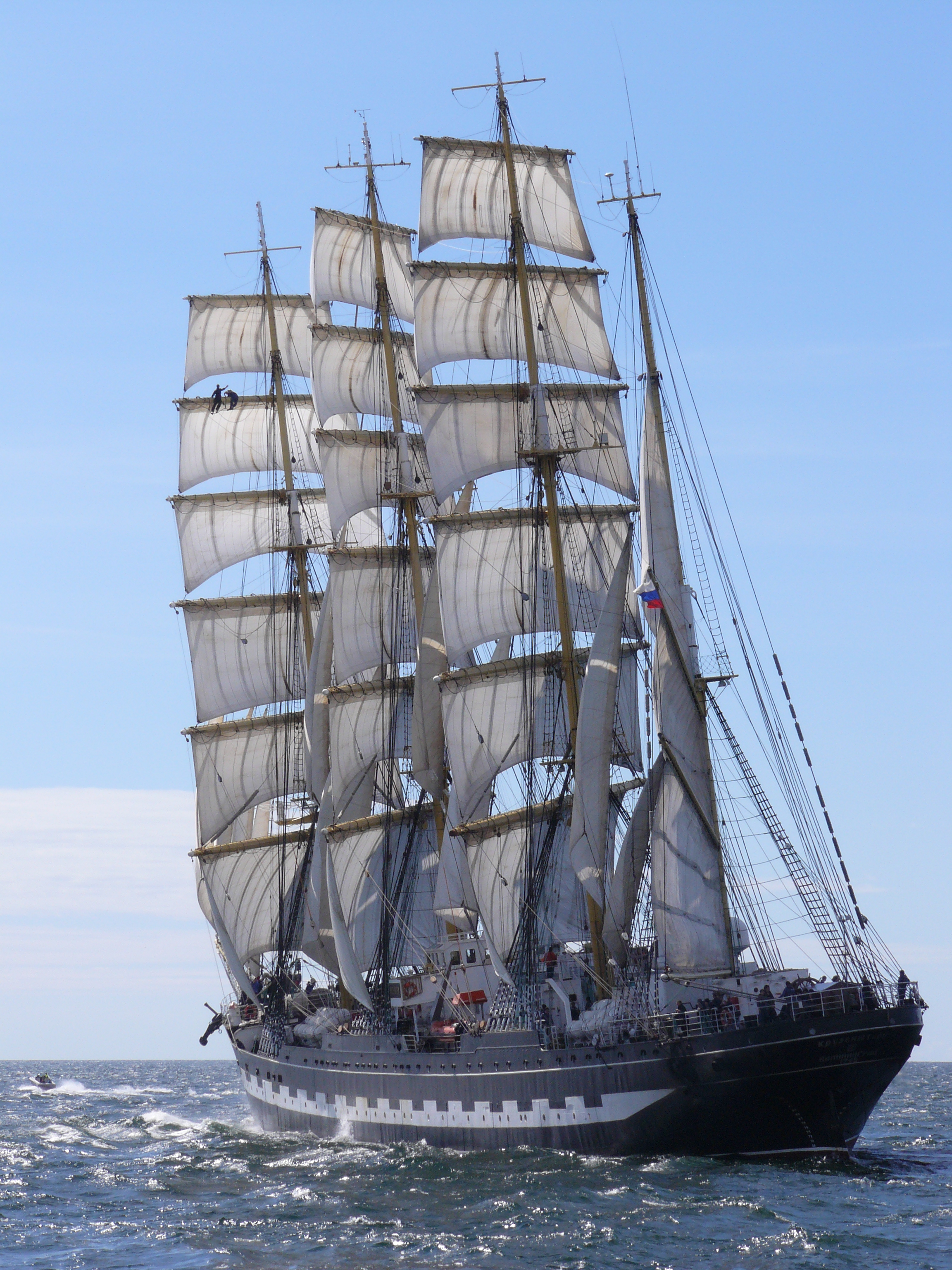
La nave scuola Kruzenshtern

La flotta sovietica di sottomarini nucleari lanciamissili balistici (SSBN), che era probabilmente la più numerosa del mondo, ha subito un drastico ridimensionamento. Questa diminuzione numerica è dovuta sia alla radiazione delle classi più vecchie, sia allo smantellamento di alcuni esemplari per ottemperare alle disposizioni dei trattati sul disarmo. In particolare, entro la prima metà degli anni novanta, si è avuta la totale radiazione delle classi Delta I e II e della classe Yankee (di cui sopravvivono però un paio di esemplari disarmati, utilizzati per scopi di ricerca e appoggio). La classe Delta III è stata ridotta a un terzo, mentre è rimasta operativa la classe Delta IV. Per quanto riguarda i giganteschi sottomarini della classe Typhoon, oggi ne rimangono tre (su sei), non tutti pienamente operativi e dal destino incerto. Considerando l'età dei mezzi radiati, si può vedere che si è trattato di un vero e proprio processo di razionalizzazione della flotta: infatti, la marina russa ha più volte dichiarato che il numero minimo desiderabile di SSBN non avrebbe mai dovuto essere inferiore a dodici unità, e infatti non si è mai scesi sotto questa soglia.
Il numero di sottomarini equipaggiati con missili a crociera o antinave (SSGN) è passato da settantadue alla decina attuale. Il motivo di questo crollo è dovuto alla radiazione, avvenuta nei primi anni novanta, delle classi Juliett ed Echo, che risalivano agli anni sessanta. In questo periodo, si è anche avuta la radiazione delle meno numerose classi Charlie e Yankee Notch. Attualmente, sopravvivono solo i moderni Oscar, progettati appositamente per il contrasto alle portaerei atomiche americane. Anche in questo caso, quindi, si è trattato di un processo di razionalizzazione degli organici.
Gli SSN operativi sono passati da settanta alla ventina attuale. I battelli appartengono soprattutto alla classe Akula, la più recente. Tuttavia, sono in servizio anche tre esemplari della classe Sierra (unici sottomarini esistenti oggi con lo scafo interamente in titanio), oltre che una manciata di Victor III. Circa quaranta battelli della classe Victor sono stati radiati nel corso degli anni novanta, mentre il ritiro dal servizio dei vecchi classe November era iniziato già a fine anni ottanta e si è concluso nel 1992. Per quanto riguarda i classe Alfa, i sottomarini con la più alta velocità mai entrati in servizio, sono stati tutti radiati nella prima metà degli anni novanta. Oggi ne sopravvive solo uno, utilizzato come nave test.
Il numero di sottomarini convenzionali è passato dai sessantacinque del 1990 alla ventina del 2005. Questo ridimensionamento è dovuto alla radiazione delle classi Foxtrot e Tango.

### Anni 2000
La situazione ha iniziato a mutare a partire dal 2003, quando vennero tenute diverse esercitazioni navali. La maggiore fu probabilmente l'esercitazione russo-indiana INDRA 2003, che coinvolse due cacciatorpediniere della Flotta del Pacifico e quattro navi della Flotta del Mar Nero (comandate dall'incrociatore Moskva, appartenente alla classe Slava). Si trattò di un'operazione notevole, perché la marina russa dimostrò di essere in grado di mantenere per tre mesi una flotta di sei navi nell'oceano Indiano. Un'altra importante esercitazione fu la Vostok-2003 (in agosto), che coinvolse navi da guerra e anfibie della Flotta del Pacifico. A tale esercitazione presero parte anche navi e mezzi aerei di Sud Corea e Giappone.
Nel 2004 la Flotta del Nord tenne un'importante esercitazione navale che coinvolse tredici navi di superficie (compresi la portaerei Admiral Kuznecov e l'incrociatore missilistico classe Kirov Pëtr Velikij) e sette sottomarini. Tuttavia, nonostante le enormi dimensioni, il successo dell'esercitazione fu oscurato dal fallimento di due lanci consecutivi di missili balistici.
Nel 2005 le esercitazioni proseguirono. In particolare, grande importanza ebbero Peace Mission 2005 con la Cina (in agosto) e INDRA 2005 con l'India (in ottobre). Tuttavia, vi furono problemi per la marina in luglio, quando il DSRV AS-28 (appartenente alla classe Priz), operativo con la Flotta del Pacifico, rimase bloccato nel corso di un'operazione di riparazione subacquea, e fu recuperato (con tutto l'equipaggio) dalla Royal Navy.
Nel 2006 l'IISS stimava in 142 000 uomini il personale della marina russa.
Tra la fine del 2007 e l'inizio del 2008 si è avuto il più grande rischieramento fuori area effettuato dalla marina russa da 15 anni. Il rischieramento è stato effettuato nel Mar Mediterraneo e nell'Atlantico settentrionale, e iniziò il 4 dicembre 2007. Le maggiori unità impiegate sono state la portaerei Admiral Kuznecov, i due cacciatorpediniere della classe Udaloj Admiral Levčenko e Admiral Čabanenko, e l'incrociatore Moskva della classe Slava. Queste navi sono state accompagnate da numerose unità da appoggio. L'esercitazione, che si è conclusa in febbraio, ha visto la partecipazione anche di quaranta aerei.
A partire dal 2008 il servizio militare è stato ridotto a un anno e un importante ridimensionamento e sforzo riorganizzativo ha coinvolto l'intera forza armata.

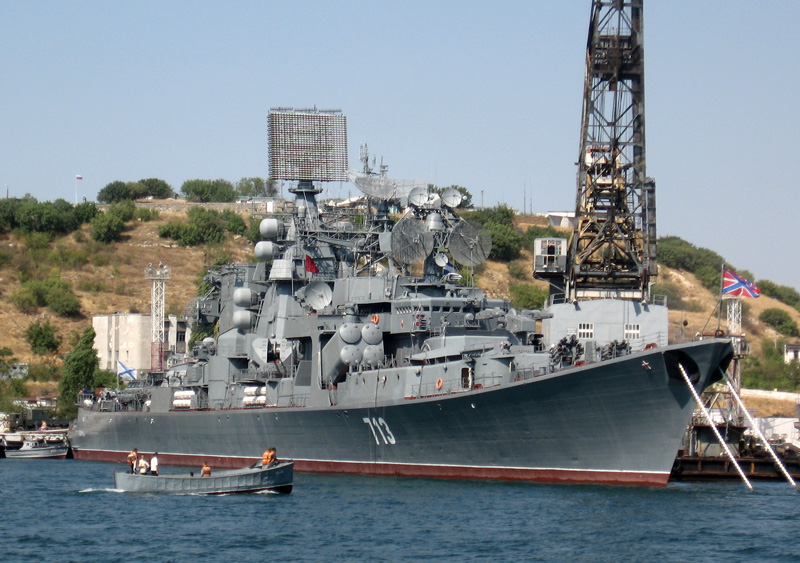
L'incrociatore Kerč, unica unità ancora operativa della classe Kara, fino all'incendio del dicembre 2014

### Anni 2010

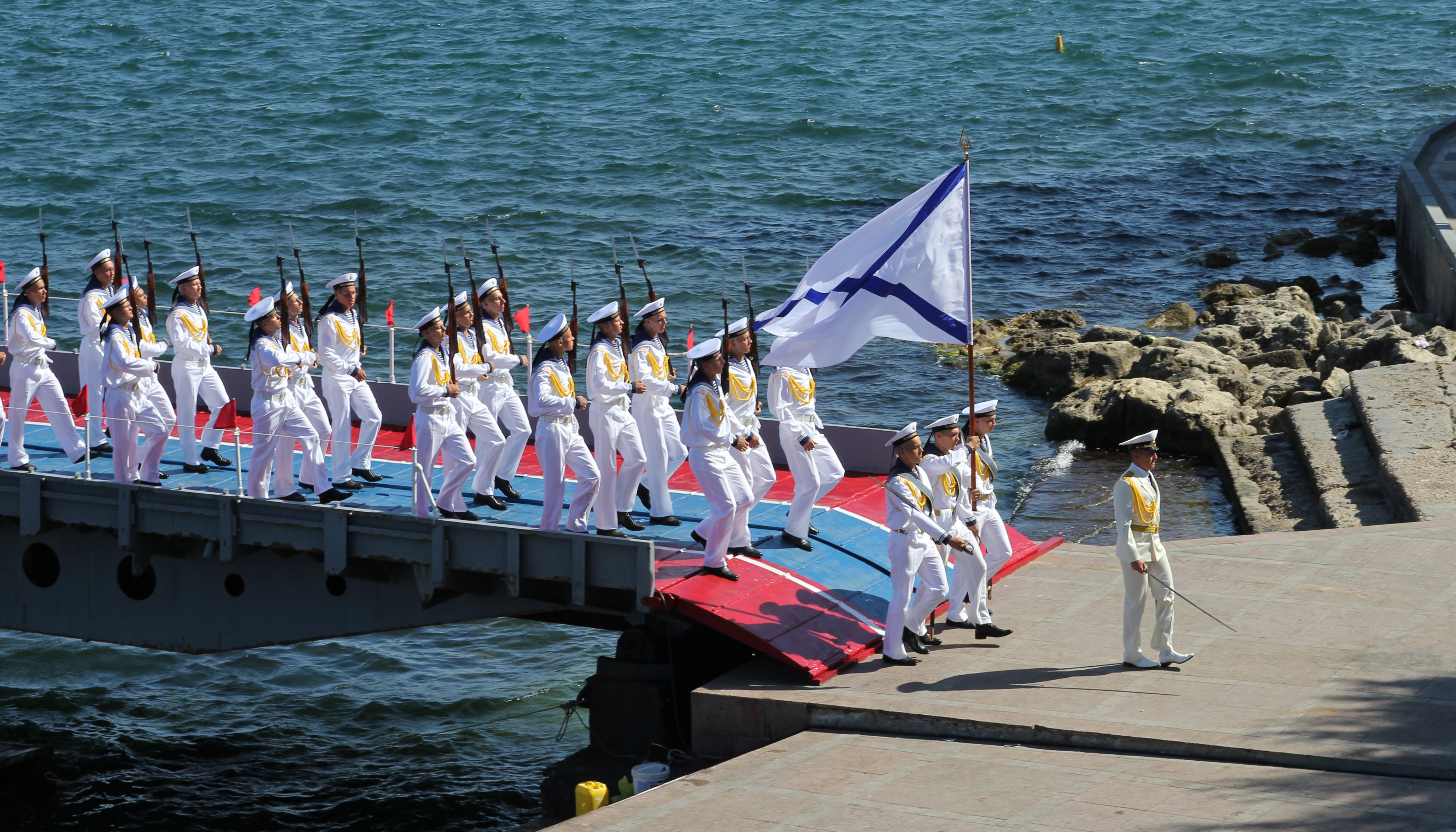
Marinai russi durante la celebrazione della Giornata della Marina a Sebastopoli nel 2012

Accurati piani di modernizzazione della flotta russa si sono resi necessari a partire dagli anni 2010 quando una serie di avvenimenti ha sottolineato l'importanza ricoperta dalla componente navale delle forze armate della Federazione nella difesa di siti strategici, territori e aree esclusive di sfruttamento economico (EEZ) di interesse nazionale.
Tra questi, vi sono:
1. la capacità di proiezione delle forze navali nel Mar Nero (anche a fronte di un'intensificata attività della NATO conseguente all'annessione della Crimea)
2. il presidio delle rotte artiche;
3. la difesa di porti e centri produttivi dislocati sul Mar Baltico.

Il miglioramento della situazione economica, guidato dagli alti prezzi di gas e petrolio, ha consentito l'inizio (o la ripresa) di importanti programmi di costruzioni navali nonché la realizzazione di progetti cantieristici dal tonnellaggio importante, capacità persa con la dissoluzione dell'Unione Sovietica.
L'ammodernamento della flotta, seppur con sensibili ritardi e continue, profonde revisioni dei progetti navali, è proseguito su più fronti, tra cui:
- la modernizzazione delle grandi unità di superficie (cacciatorpediniere e incrociatori);
- la ripresa dell'attività cantieristica propriamente detta, attraverso la realizzazione di nuove navi di medie e piccole dimensioni (fregate, navi da sbarco, corvette, cacciamine);
- lo sviluppo di nuove classi di sottomarini (SSBN, SSGN e SSK).

Al 2014 erano circa 850 (incluse le navi da appoggio) le unità della marina in servizio.
A seguito della crisi di Crimea del 2014 e il regime sanzionatorio internazionale adottato nei confronti della Federazione Russa, 186 componenti, più o meno complesse, utilizzate in ambito militare sono state oggetto di embargo rallentando o addirittura sospendendo la prosecuzione di numerosi progetti navali. La sospensione della consegna delle sole turbine a gas provenienti dall'Ucraina sospesero la costruzione delle fregate classe Admiral Gorshkov (immesse in servizio solo a partire dal 2018) e di cinque unità della classe Admiral Grigorovič causando l'abbandono della produzione al di là dei tre esemplari già consegnati.
In questa cornice di avvenimenti si colloca il blocco della fornitura di due navi da sbarco classe Mistral, poi vendute alla marina egiziana.
A partire dal settembre 2015, complice l'impegno di un contingente militare russo a supporto dell'esercito siriano, molteplici unità della Marina russa hanno compiuto missioni finalizzate all'indebolimento dell'ISIS e delle fazioni ribelli siriane. Tali operazioni hanno seguito un percorso ascendente di complessità e hanno avuto il merito di dimostrare un'inaspettata combat readiness dell'apparato navale russo e di capacità offensive in costante aumento.
Il 1º ottobre 2015 è stato condotto con successo il primo attacco missilistico navale contro obiettivi terrestri nella storia della Marina russa, capacità rimasta fino a quel momento sconosciuta alle controparti occidentali. Inoltre, tale operazione ha rappresentato il battesimo del fuoco dei nuovi missili cruise di fabbricazione russa Kalibr, lanciati da unità di superficie dislocate al largo delle coste siriane e nel Mar Caspio. Nelle settimane successive sono seguiti ulteriori lanci anche da sottomarini d'attacco classe Kilo in navigazione sommersa, inediti vettori di questo sistema d'arma.
Alla Marina russa è stato dato in concessione ventennale dalle autorità siriane l'utilizzo della base navale di Tartus, oggetto di ampliamento e ammodernamento nel corso della seconda metà degli anni 2010.
Contemporaneamente alle operazioni navali, sono proseguiti a ritmi serrati lo sviluppo e l'introduzione di nuovi sistemi d'arma imbarcati: tra questi i missili Kalibr nelle varie versioni, i P-800 Oniks, i missili intercontinentali R-30 Bulava, il sistema antiaereo Pantsir-M e il sistema SAM Poliment-Redut basato sull'S-350. È inoltre stato confermato lo sviluppo di un missile antinave ipersonico, lo Zirkon.
Nel 2018 viene commissionata la prima fregata di nuova produzione dall'era sovietica, la Admiral Gorshkov.
Rilevante, infine, la ripresa di crociere a lungo raggio delle unità della marina negli oceani Atlantico, Pacifico e Indiano.

### Anni 2020
Negli anni 2020 proseguono i lavori di ringiovanimento della flotta con la messa in servizio di nuove classi di corvette missilistiche (Gremyascij, Karakurt e Merkurij) e di nuove unità di prima linea dal tonnellaggio superiore alle 4 000 tonnellate.
Nel luglio 2020 viene consegnato alla Marina il primo esemplare di sottomarino SSBN classe Borei aggiornato. L'anno successivo seguono ulteriori esemplari della rinnovata classe Yasen-M. Proseguono i test dei nuovi sistemi d'arma ipersonici Zirkon.
Nel giugno 2021 la forza armata conduce un'esercitazione su larga scala a circa 25 miglia dalle isole Hawaii, la prima di questo genere nella recente storia della marina della Federazione.

Il 23 giugno 2021, al largo delle coste della Crimea, il cacciatorpediniere HMS Defender della Royal Navy sconfina per 3 km all'interno delle acque territoriali russe causando un grave incidente diplomatico tra i due Paesi. A seguito dell'esplosione di colpi di avvertimento l'unità britannica devìa la rotta riportandosi in acque internazionali. Dell'incidente vengono rilasciate numerose testimonianze audio e video registrate a bordo di tutte le unità coinvolte.

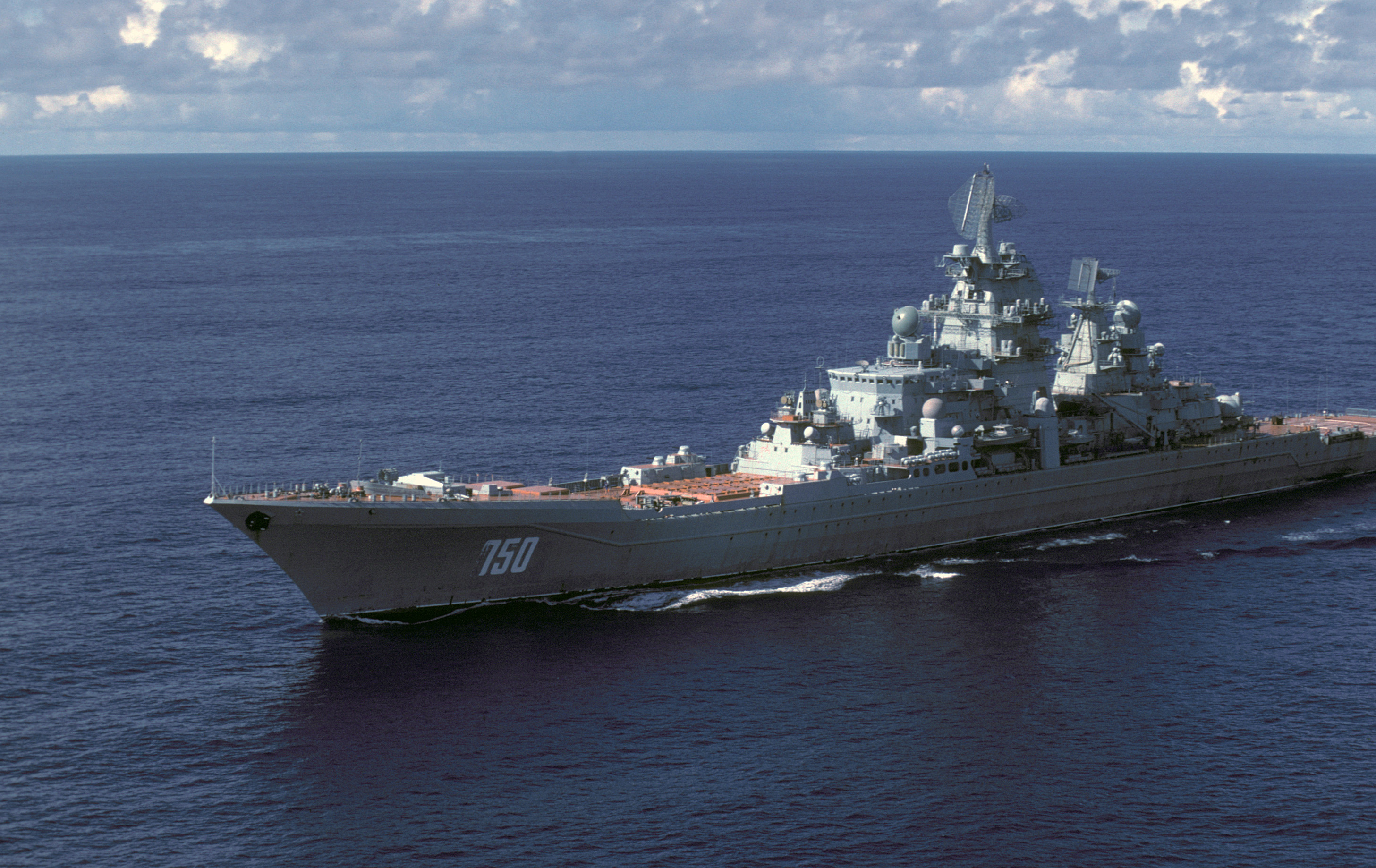
L'incrociatore Pëtr Velikij della classe Kirov, in navigazione, è l'unico esemplare operativo di questa classe, che con l'esclusione delle portaerei, sono le navi da combattimento più grandi oggi in servizio operativo

## Organizzazione

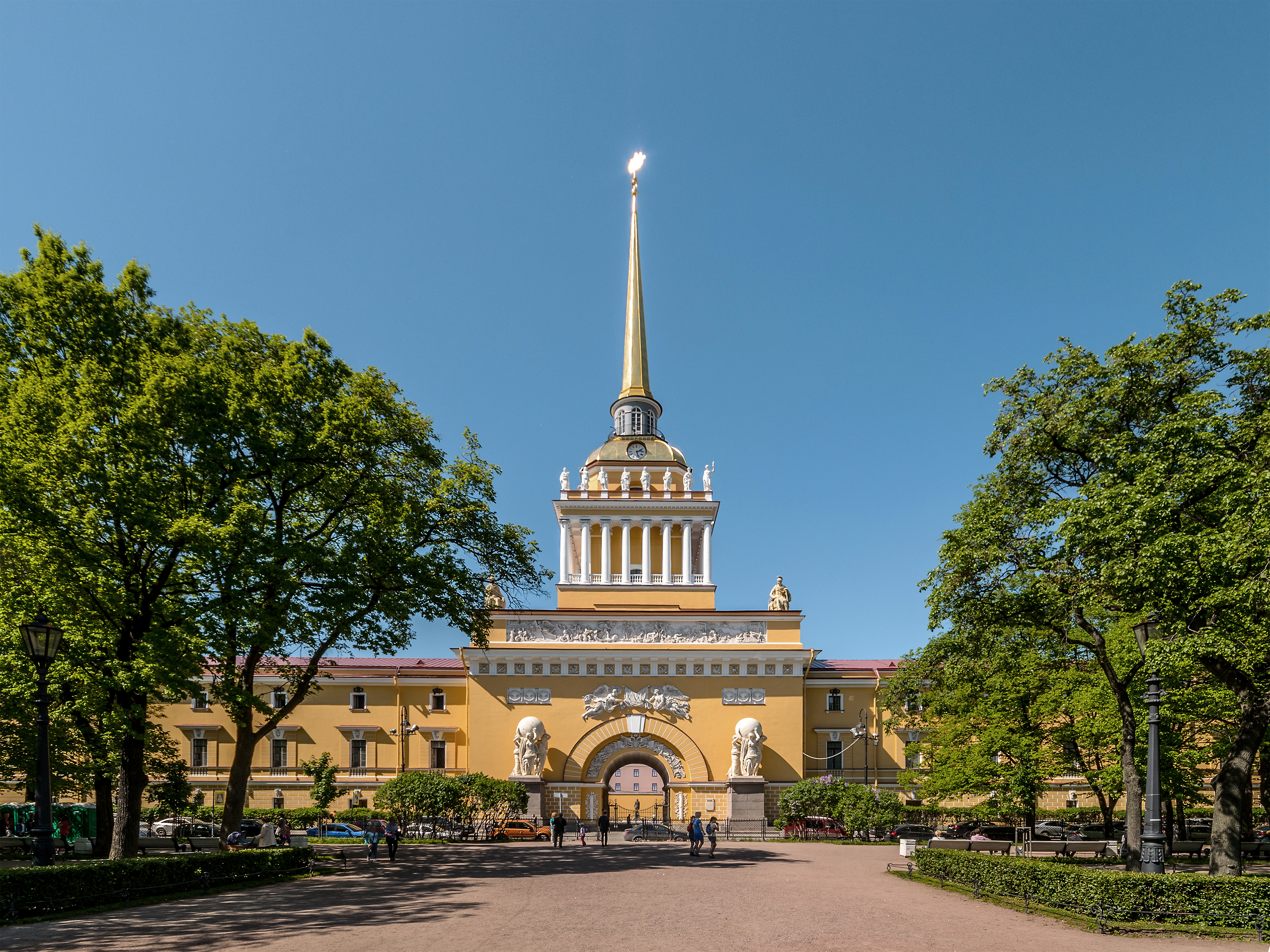
Il Palazzo dell'Ammiragliato a San Pietroburgo, sede storica della marina russa

Dal novembre 2012 il quartier generale della Marina russa si trova nuovamente nel palazzo dell'Ammiragliato a San Pietroburgo, sede storica della Marina Imperiale Russa; in precedenza il quartier generale della marina era collocato a Mosca, lo spostamento venne annunciato nel 2008. La forza lavoro navale è una miscela di coscritti (che servono per 1 anno) e volontari (ufficiali e marinai).

### Alto comando
Cronotassi dei comandanti in capo:
- febbraio 1992 – agosto 1992 ammiraglio della flotta Vladimir Nikolaevič Černavin[13]
- agosto 1992 – novembre 1997 ammiraglio della flotta Feliks Nikolaevič Gromov
- novembre 1997 – settembre 2005 ammiraglio della flotta Vladimir Ivanovič Kuroedov
- settembre 2005 – settembre 2007 ammiraglio della flotta Vladimir Vasilʹevič Masorin
- settembre 2007 – maggio 2012 ammiraglio Vladimir Sergeevič Vysockij
- maggio 2012 – aprile 2016 ammiraglio Viktor Viktorovič Čirkov
- aprile 2016 – maggio 2019 ammiraglio Vladimir Ivanovič Korolёv
- maggio 2019 – aprile 2024 ammiraglio Nikolaj Anatolevič Evmenov
- da aprile 2024 – ammiraglio Aleksandr Alekseevič Moiseev

### Struttura
Comando principale della Marina (in russo: Главное командование Военно-Морского Флота)
- Ammiraglio Aleksandr Alekseevič Moiseev, Comandante in capo della MarinaForze di superficie (in russo Надводные силы?)
- Forze sottomarine (in russo Подводные силы?)
- Aviazione di marina (in russo Морская авиация?)
- Truppe costiere (in russo Береговые войска?) :

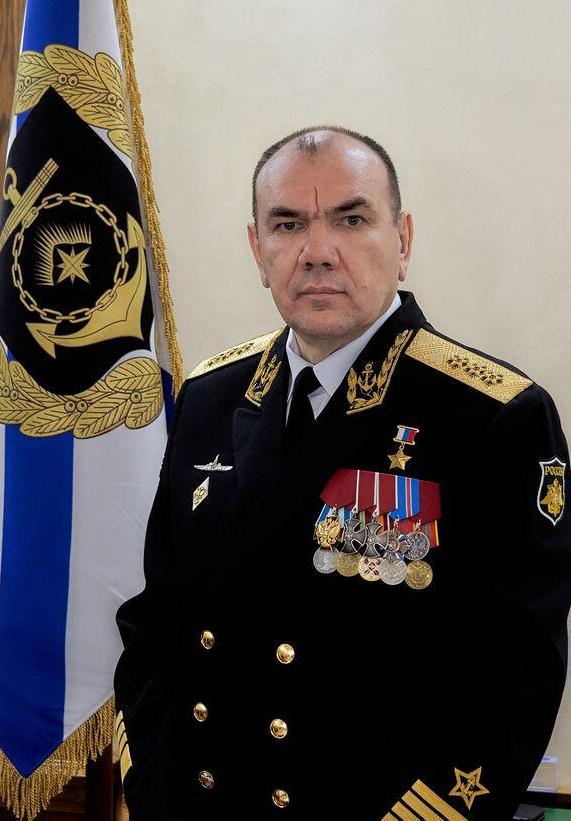
Ammiraglio Aleksandr Alekseevič Moiseev, Comandante in capo della Marina

  - Truppe costiere missilistiche e d'artiglieria (in russo Береговые ракетно-артиллерийские войска?)
  - Fanteria di marina (in russo Морская пехота?)

a cui si aggiunge il:
- Servizio idrografico (in russo Гидрографическая служба России?)

#### L'aviazione di marina

Emblema dell'aviazione di marina

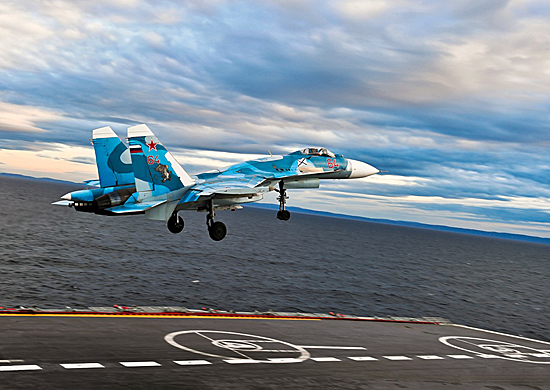
Un Su-33 in appontaggio

L'Aviazione di marina della Flotta militare marittima russa (in russo Морская авиация Военно-морского флота России?, Morskaja aviacija Voenno-morskogo flota Rossii, abbreviato in МА ВМФ России sulle code degli aerei.) costituisce l'aviazione navale della Russia. Essa subentra alla Forza aerea della marina dell'Unione Sovietica (in russo Военно-воздушные силы Военно-морского флота СССР?, Voenno-vozdušnыe silы Voenno-morskogo flota SSSR).
Anch'essa ha subito un forte ridimensionamento a seguito della dissoluzione dell'Unione Sovietica, se infatti alla fine degli anni 1980 poteva contare su un'aviazione imbarcata composta da 80 Yak-38, 113 Ka-25 e 106 Ka-27, alla fine degli anni 1990 essa constava di 10 Su-25UTG, 52 Su-27K (Su-33), 73 Ka-25 e 119 Ka-27. Ma la riduzione più consistente si ebbe nell'aviazione basata a terra ad ala fissa che passava dai 770 aerei nel 1985, ai 745 nel 1990, ai 420 nel 1995, nel 430 nel 2000, ai 279 nel 2005 fino ai 260 nel 2008; viceversa la componente elicotteristica basata a terra rimase piuttosto stabile, con circa 300 elicotteri.
La componente imbarcata, sulla portaerei Admiral flota Sovetskogo Sojuza Kuznecov, comprende (al 2016): 17 Su-33 (Su-27K), 23 MiG-29K(UB), 5 Su-25UTG ed elicotteri Ka-27, Ka-29 e Ka-31.
La componente basata a terra comprende (al 2016): aerei da caccia (Su-27, Su-30 e MiG-31), aerei d'attacco (Su-24, Yak-130 e L-39), aerei ASW (Be-12, Il-38 e Tu-142), aerei SIGINT (Il-20 e Il-22), aerei da trasporto (An-12, An-24, An-26, An-72, An-140, Il-18, Tu-134 e Tu-154), elicotteri d'attacco (Ka-52K e Mi-24), elicotteri multiruolo (Ka-29 e Mi-8) ed elicotteri ASW e SAR (Ka-25, Ka-27 e Mi-14).

#### Le truppe costiere

Emblema della fanteria di marina

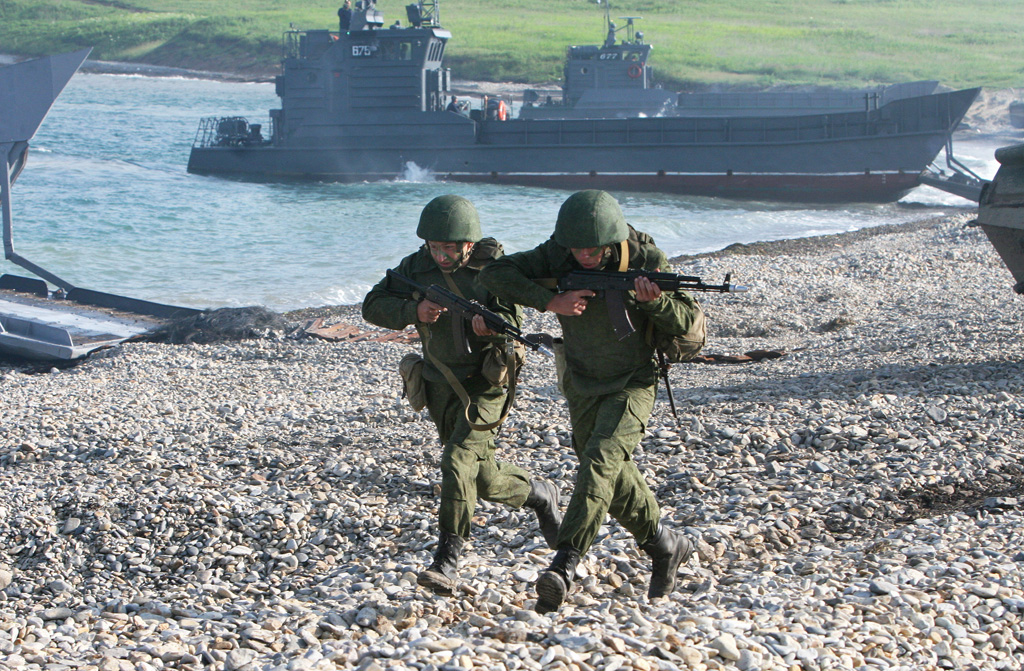
Fanti durante un'esercitazione

Ogni flotta della marina russa include una componente terrestre; nell'ottobre 1989 furono create le Truppe costiere (in russo Береговые войска (БВ)?, Beregovыe vojska (BV)) e queste sono organizzate in due unità (che erano preesistenti):
- le Truppe costiere missilistiche e d'artiglieria (in russo Береговые ракетно-артиллерийские войска (БРАВ)?, Beregovыe raketno-artillerijskie vojska (BRAV)), incaricate della difesa delle coste contro attacchi navali e sbarchi. Esse sono dotate di sistemi missilistici e d'artiglieria costiera (antinave, antiaerei e anticarro) e mezzi corazzati (carri armati, IFV, APC e semoventi). Ognuna delle quattro Flotte e la Flottiglia del Caspio sono dotate di diverse unità raggruppate in brigate, reggimenti o battaglioni.
- la Fanteria di marina (in russo Морская пехота (МП)?, Morskaja pehota (MP)) : si tratta delle truppe da sbarco della Federazione Russa, essa fu creata nel 1705. Ogni flotta è dotata di marines:
  - 336ª brigata autonoma della guardia di fanteria di marina, con la Flotta del Baltico;
  - 810ª brigata autonoma di fanteria di marina, con la Flotta del Mar Nero;
  - 61ª brigata autonoma di fanteria di marina, con la Flotta del Nord;
  - 155ª brigata autonoma di fanteria di marina, con la Flotta del Pacifico;
  - 77ª brigata autonoma della guardia di fanteria di marina[15], con la Flottiglia del Caspio.

#### Il servizio idrografico

Bandiera del Servizio Idrografico

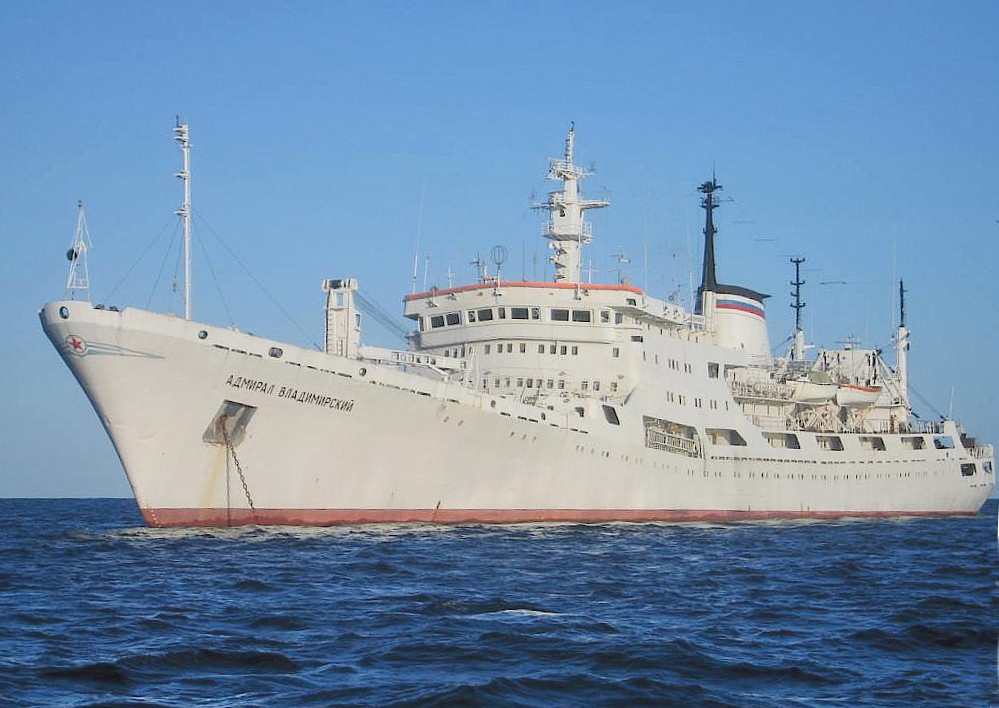
La della

Il Gidrografičeskaja služba Rossii è il servizio idrografico della marina russa dipendente dal Ministro della difesa della Federazione russa; il nome completo (dal 2006) è in russo Управление Навигации и Океанографии Министерства Обороны Российской Федерации (УНиО Минобороны России)?, Upravlenie Navigacii i Okeanografii Ministerstva Oboronы Rossijskoj Federacii (UNiO Minoboronы Rossii), la cui traduzione italiana è: "Dipartimento di navigazione e oceanografia del Ministero della Difesa della Federazione Russa" (DNeO Ministero della Difesa Russo).
Il Servizio Idrografico Russo fu creato nel 1777 da Pietro il Grande per rispondere alle esigenze cartografiche e idrografiche della marina imperiale russa, in seguito il servizio fu istituito, con un decreto nel 1827 da Nicola I, come parte dello Stato Maggiore della Marina; in seguito il servizio idrografico ha cambiato più volte denominazione fino al nome attuale.
Il Servizio Idrografico Russo è membro dell'Organizzazione idrografica internazionale e possiede diverse navi oceanografiche e idrografiche tra cui la classe Akademik Krylov, la classe Moma, la classe Yug, classe Sibirykov, ecc.

### Grandi unità

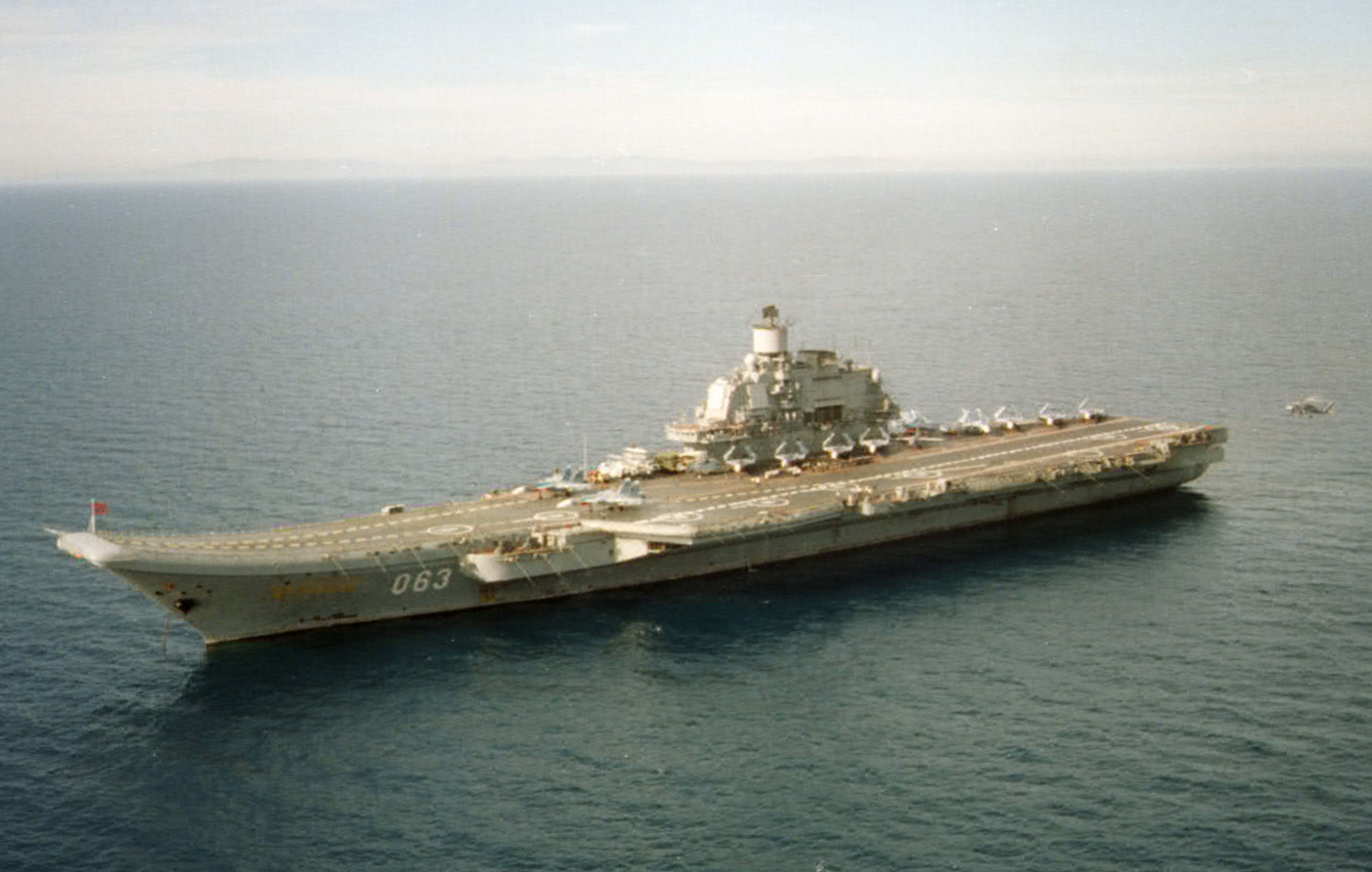
La, nave ammiraglia della Flotta del Nord

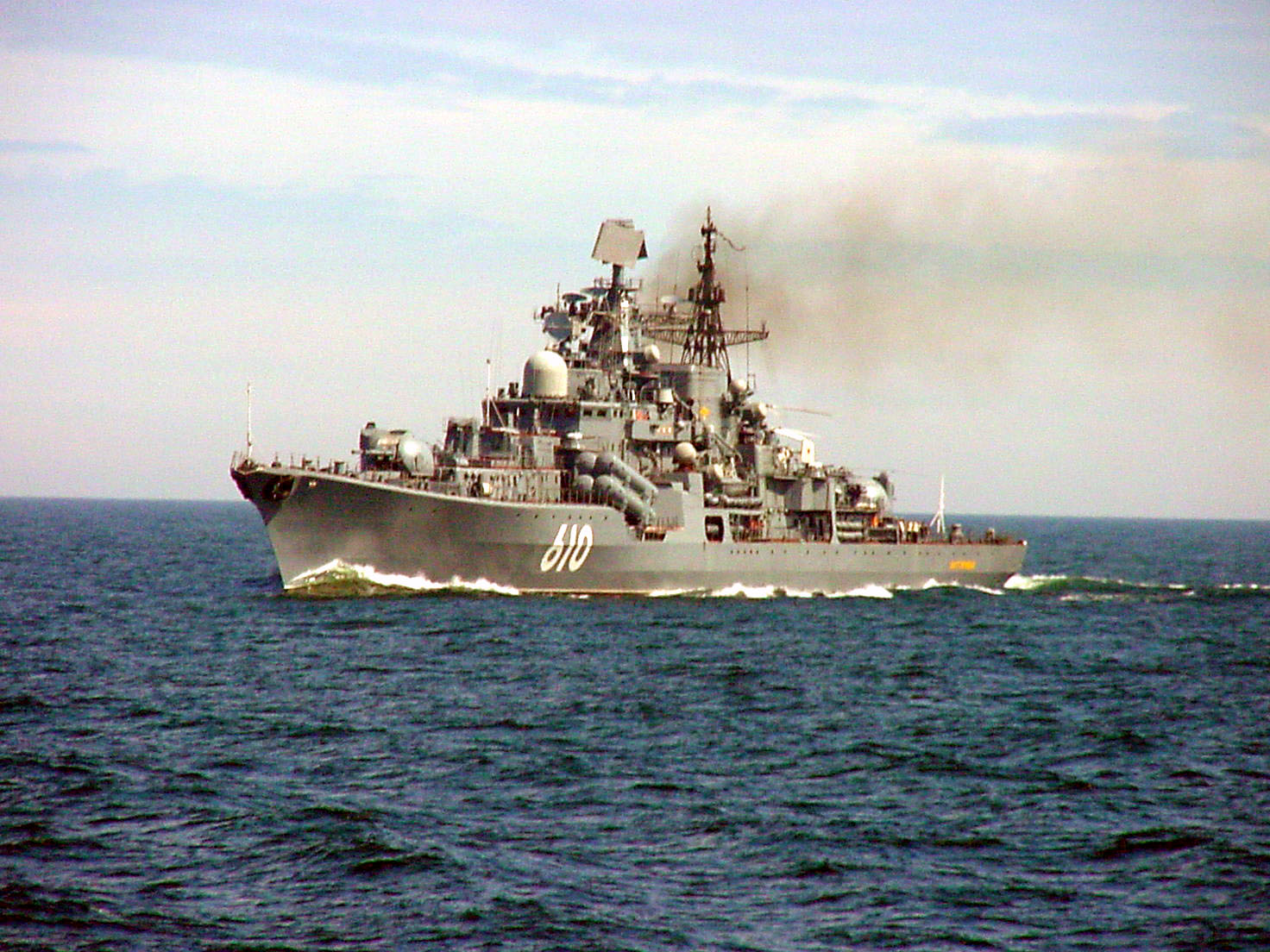
La Nastoychivy (della), nave ammiraglia della Flotta del Baltico

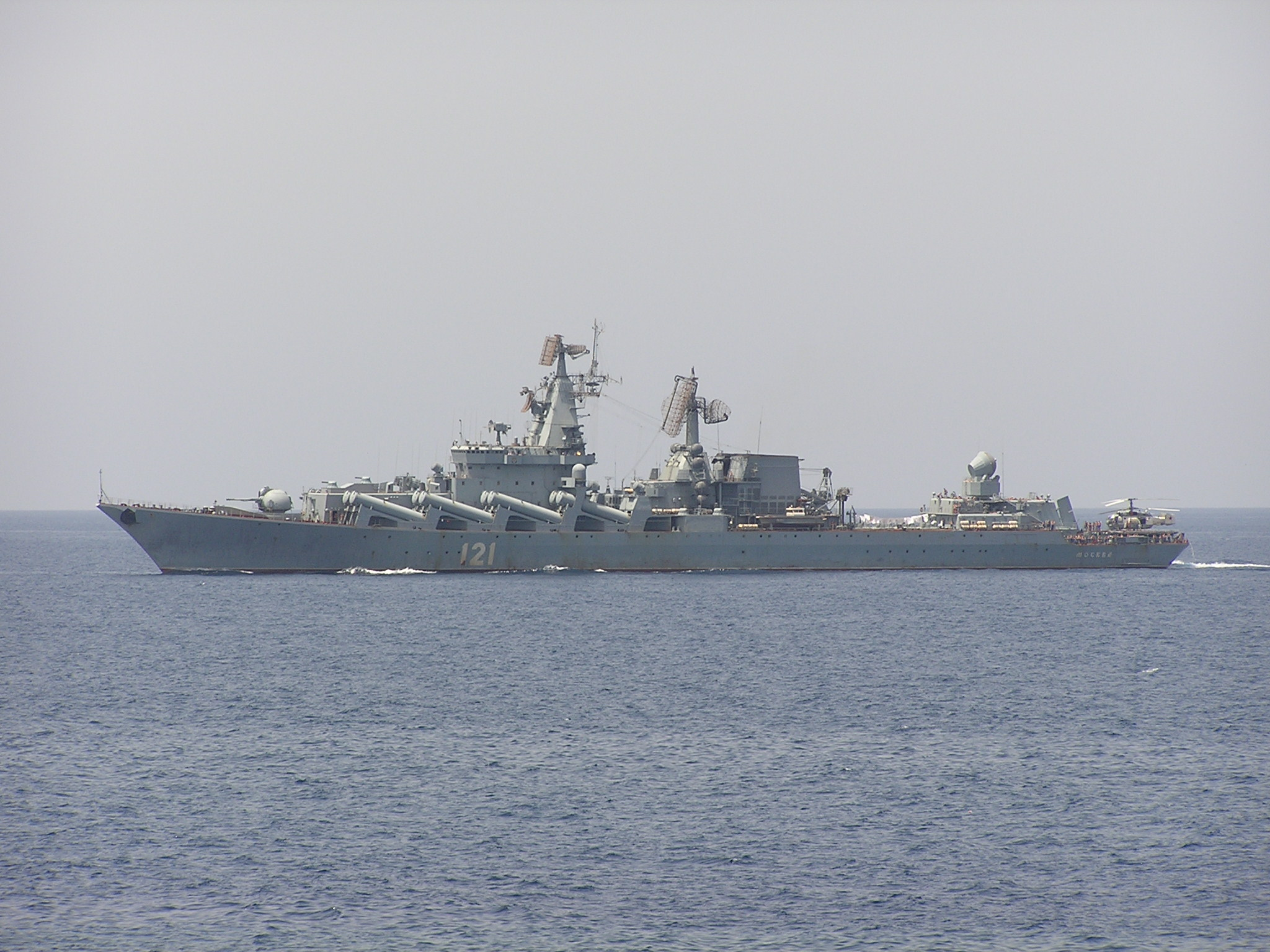
La Moskva (della), nave ammiraglia della Flotta del Mar Nero

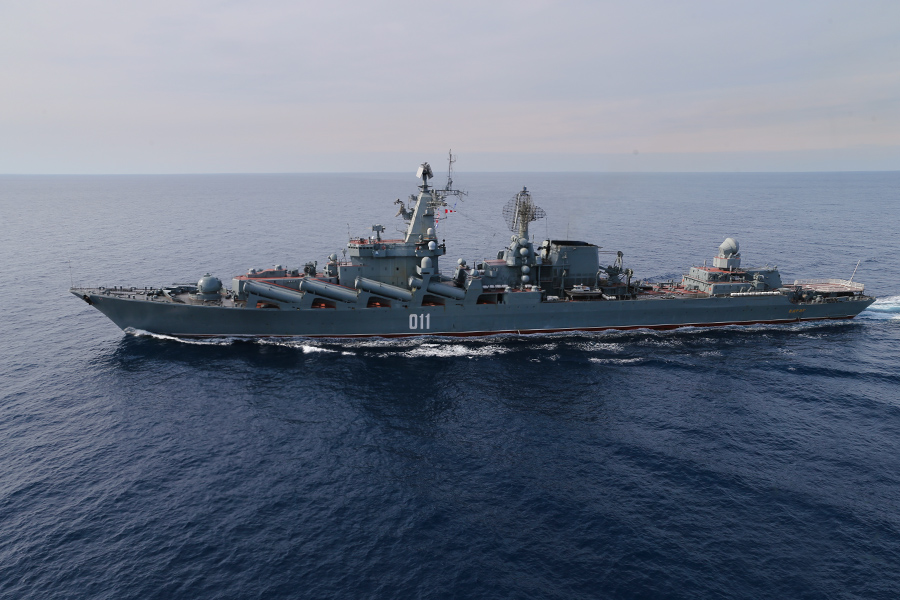
La Varjag (della), nave ammiraglia della Flotta del Pacifico

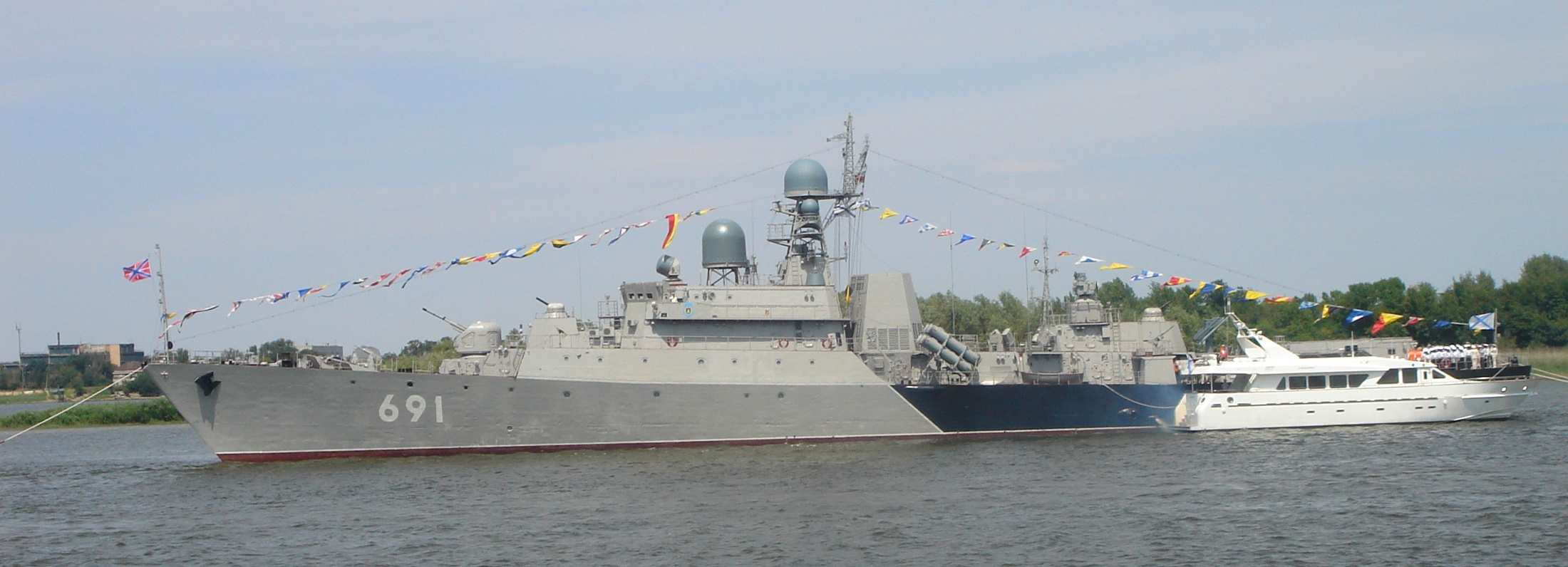
La Tatarstan (della), nave ammiraglia della Flottiglia del Caspio

La marina russa risulta composta da quattro flotte e una flottiglia e ha in carico di 280 unità, tra navi e sottomarini (escluse le unità d'appoggio). Inoltre ogni flotta ha alle sue dipendenze un'aviazione di marina e delle truppe costiere. Di seguito le flotte in ordine decrescente di grandezza:
Grandi formazioni navali e basi navali
- Flotta del Nord, con QG a Severomorsk, parte del Comando Militare Strategico «Nord»;
  - basi navali a Vidjaevo, a Gadžievo, a Gremiha, a Zapadnaja Lica, a Poljarnyj, a Severodvinsk e a Severomorsk;
- Flotta del Pacifico, con QG a Vladivostok, parte del distretto militare orientale;
  - basi navali a Bol'šoj Kamen', a Viljučinsk, a Vladivostok e a Fokino;
- Flotta del Baltico, con QG a Kaliningrad, parte del distretto militare occidentale;
  - basi navali a Baltijsk e a San Pietroburgo (Kronštadt e Priozersk);
- Flotta del Mar Nero, con QG a Sebastopoli, parte del distretto militare meridionale;
  - basi navali a Novorossijsk, a Sebastopoli (in Crimea) e a Ochamchire (in Abcasia);
- Flottiglia del Caspio, con QG ad Astrachan', parte del distretto militare meridionale;
  - basi navali ad Astrachan', a Kaspijsk e a Machačkala;

a cui si aggiunge lo:
- Squadra del Mediterraneo, con QG a Tartus in Siria dal 21 settembre 2013.[4][18][19]

#### Flotta del Nord
La Flotta del Nord, con quartier generale a Severomorsk, è la principale flotta operativa-strategica della marina russa ed è basata in diverse basi navali nell'Oblast' di Murmansk. Essa fu creata il 1º giugno 1933 e assunse il nome attuale l'11 maggio 1937. Questa flotta comprende in particolare numerosi sottomarini (SSBN, SSGN, SSN e SSK), una portaerei e grandi unità di superficie (CGN, CG, DDG e FFG). La Flotta del Nord comprende un'aviazione di marina, dotata sia di velivoli basati a terra (Il-38 e Tu-142) sia di velivoli imbarcati (Su-33, MiG-29K e Su-25 ed elicotteri); fino al 2012 vi erano anche i bombardieri strategici Tu-22M. La Flotta del Nord comprende delle truppe costiere (artiglieria costiera e fanteria di marina).

#### Flotta del Pacifico
La Flotta del Pacifico, con quartier generale a Vladivostok, è la seconda principale flotta operativa-strategica della marina russa ed è basata in diverse basi navali nel Territorio del Litorale e della Kamčatka. Essa fu creata il 31 maggio 1731 e assunse il nome attuale l'11 gennaio 1935. Questa flotta comprende in particolare numerosi sottomarini (SSBN, SSGN, SSN e SSK) e grandi unità di superficie (CGN, CG, DDG e FFG). La Flotta del Pacifico comprende un'aviazione di marina, dotata sia di velivoli basati a terra (Il-38, MiG-31 e Tu-142) sia di elicotteri imbarcati; fino al 2012 vi erano anche i bombardieri strategici Tu-22M. La Flotta del Pacifico comprende delle truppe costiere (artiglieria costiera e fanteria di marina).

#### Flotta del Baltico
La Flotta del Baltico, con quartier generale a Kaliningrad, è una grande flotta operativa-strategica della marina russa ed è basata principalmente a Baltijsk (Oblast' di Kaliningrad) e un'altra base è a Kronštadt (Oblast' di Leningrado). Essa fu creata il 18 maggio 1703 e assunse il nome attuale nel 1935. Questa flotta comprende in particolare alcuni sottomarini (SSK) e grandi unità di superficie (DDG e FFG). La Flotta del Baltico comprende un'aviazione di marina, dotata sia di velivoli basati a terra (Il-38, Su-24 e Tu-142) sia di elicotteri imbarcati. La Flotta del Baltico comprende delle truppe costiere (artiglieria costiera e fanteria di marina).

#### Flotta del Mar Nero
La Flotta del Mar Nero, con quartier generale a Sebastopoli, è una grande flotta operativa-strategica della marina russa ed è basata principalmente in Crimea e un'altra base è a Novorossijsk. Essa fu creata il 13 maggio 1783 e assunse il nome attuale negli anni 1930. Questa flotta comprende in particolare alcuni sottomarini (SSK) e grandi unità di superficie (CG, DDG e FFG). La Flotta del Mar Nero comprende un'aviazione di marina, dotata sia di velivoli basati a terra (Il-38, Su-24 e Tu-142) sia di elicotteri imbarcati. La Flotta del Mar Nero comprende delle truppe costiere (artiglieria costiera e fanteria di marina)

#### Flottiglia del Caspio
La Flottiglia del Caspio, con quartier generale ad Astrachan', è una flotta marittima della marina russa ed è basata nel Mar Caspio. Essa fu creata il 4 novembre 1722 e assunse il nome attuale il 27 giugno 1931. Questa flotta non comprende sottomarini e grandi unità di superficie ma solamente unità minori come le corvette. La Flottiglia del Caspio non ha un'aviazione di marina, ma comprende delle truppe costiere (artiglieria costiera e fanteria di marina).

### Gradi
I gradi della marina della Federazione russa hanno ereditato i corrispondenti gradi della marina sovietica. Il grado più alto nella marina è Ammiraglio della flotta che però è un titolo onorifico e non è stato più concesso dal 2007 dopo il ritiro dal servizio dell'ammiraglio Vladimir Masorin. I gradi oggi assegnati sono stati definiti con decreto presidenziale nº 293 dell'11 marzo 2010.

## Programmi futuri
I progetti riguardanti le più grandi unità navali quali il cacciatorpediniere pesante Lider e la portaerei Shtorm sono attualmente on hold; a essi sono stati preferiti programmi di riconversione di unità navali già in servizio e lo sviluppo di programmi meno ambiziosi e più economici quali, ad esempio, una versione pesante delle fregate classe Gorshkov.
| Nome                | Immagine | Tipo                               | Dislocamento | Progetto | Entrata in servizio | Note                                      |
| ------------------- | -------- | ---------------------------------- | ------------ | -------- | ------------------- | ----------------------------------------- |
| Progetto Štorm      |          | portaerei                          | 90-100 000 t | 23000    | 2030                | [ 20 ] [ 21 ] [ 22 ] [ 23 ]               |
| Progetto Lider      |          | cacciatorpediniere                 | 15-18 000 t  | 23560    | 2030                | [ 24 ] [ 25 ] [ 26 ] [ 27 ]               |
| Classe Merkurij     |          | corvetta missilistica              | 3 800 t      | 20386    | 2022                | [ 28 ]                                    |
| Classe Ivan Papanin |          | Pattugliatorie rompighiaccio       | 6 800 t      | 23550    | 2023                | [ 29 ] [ 30 ] [ 31 ] [ 32 ] [ 33 ] [ 34 ] |
| Classe Ivan Rogov   |          | LHD                                | 40 000 t     | -        | 2026                | [ 35 ] [ 36 ] [ 37 ] [ 38 ]               |
| Kalina              |          | SSK                                |              | 20130    | -                   |                                           |
| Seliger             |          | Navi idrografiche e oceanografiche | 1 000 t      | 11982    | -                   | [ 39 ]                                    |
| Garazh              |          | Navi idrografiche e oceanografiche |              | 16450    | -                   | [ 40 ]                                    |
| Vaygach             |          | Navi idrografiche e oceanografiche | 1 000 t      | 19910    | -                   | [ 41 ]                                    |
| Kruys               |          | Navi idrografiche e oceanografiche | 5 700 t      | 22010    | -                   | [ 42 ] [ 43 ]                             |